# Mark McNally
Mark McNally, (Fazakerley, Liverpool, 20 de juliol de 1989) és un ciclista anglès, professional des del 2009, actualment corre per l'equip Wanty-Groupe Gobert. Ha combinat la carretera amb el ciclisme en pista.

## Palmarès en pista
- 2007
  -  Campió d'Europa júnior en Persecució per equips (amb Luke Rowe, Peter Kennaugh i Adam Blythe)
- 2008
  -  Campió d'Europa sub-23 en Persecució per equips (amb Andrew Tennant, Steven Burke i Peter Kennaugh)

## Palmarès en ruta
- 2011
  - 1r a la Mi-août en Bretagne